# Guerre du Dniestr
La guerre du Dniestr, aussi appelée guerre de Transnistrie ou guerre civile de Moldavie, est un conflit post-soviétique ayant opposé en 1992 l'armée transnistrienne (soutenue par la Russie) aux Forces armées moldaves sur les berges du fleuve Dniestr, aux abords des villes de Bender/Tighina et Dubăsari.
La Transnistrie fait partie, avec la Crimée, les régions séparatistes géorgiennes d'Ossétie du Sud et d'Abkhazie ainsi que la Nouvelle-Russie (projet d'État censé regrouper les deux républiques sécessionnistes ukrainiennes auto-proclamées de Donetsk et Lougansk dans le Donbass et la diagonale Kharkov-Odessa), du « glacis géostratégique russe » qui permettrait à Moscou de contrôler économiquement, politiquement et militairement une zone d'influence qu'il qualifie d'« exclusive », qui correspond dans les faits à un projet de protection contre les avancées de l'OTAN. C'est dans ce contexte que s'est déroulée cette guerre.
Le conflit se solde par un cessez-le-feu et la Transnistrie maintient depuis son indépendance de fait.

## Contexte historique
La Moldavie est une ancienne république unionale soviétique (republică unională, союзная республика/soyuznaya respublika) formée d'une grande partie de la Bessarabie, prise à la Roumanie en 1940 et majoritairement peuplée de roumanophones, et d'une petite partie majoritairement peuplée de russophones : la Transnistrie. Lors de la dislocation de l'URSS, les russophones, craignant de n'être plus qu'une minorité privée de tout droit civique en cas de rattachement à la Roumanie, comme cela se produisit dans les pays baltes lors de leur détachement de l'URSS, autoproclament l'indépendance de la « république moldave du Dniestr » dite Transnistrie en 1990. Le gouvernement moldave présidé par Mircea Snegur, ancien agronome et directeur de kolkhoze, leur propose un statut d'autonomie territoriale, mais Igor Smirnov, dirigeant de la république moldave du Dniestr, ancien machiniste à l'usine Elektromach et apparatchik du PCUS, déclare souhaiter que « la RMN demeure partie intégrante de l'Union soviétique » et, après la dislocation de celle-ci, que « la RMN devienne un oblast de la fédération de Russie, comme l'oblast de Kaliningrad ». Rétrospectivement, la guerre du Dniestr apparaît comme une « répétition générale » ou un « modèle » pour la guerre du Donbass en Ukraine.

## Déroulement du conflit

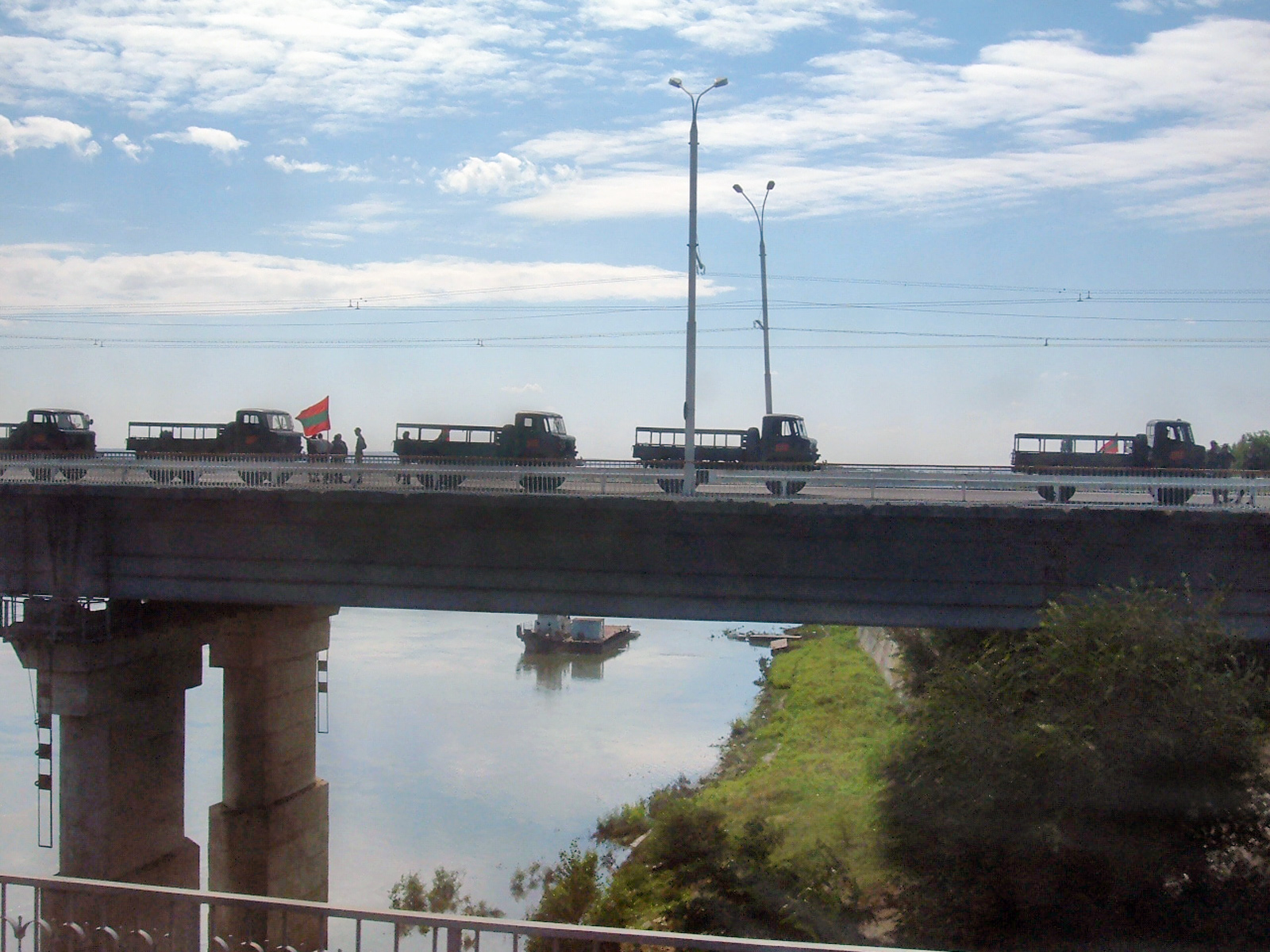
Troupes transnistriennes sur le pont reliant Tiraspol et Bender-Tighina.

L'enjeu de cette guerre entre la Moldavie et la Transnistrie, toutes deux peuplées de roumanophones et de russophones mélangés, était le contrôle des industries de Bender-Tighina et Tiraspol, de la voie ferrée y passant (reliant la capitale moldave Chișinău aux ports d'Odessa et de Reni), de l'arsenal de Cobasna (près de Rîbnița) et de la centrale hydroélectrique de Dubăsari (sur le Dniestr). Les négociations échouent et en mars 1992 les forces moldaves récemment constituées tentent d'expulser la 14e armée russe ex-soviétique commandée par Alexandre Lebed du barrage de Dubăsari et de Bender-Tighina (ville qui n'appartenait pas à la Transnistrie, mais est contrôlée par les russes). La plupart des affrontements sont des escarmouches alternant avec des rounds de négociations. L'échec de celles-ci et l'arrestation du major de la 14e armée russe Yermakov par la police moldave débouchent, le 19 juin, sur un conflit à plus grande échelle, les troupes russes de la rive gauche du Dniestr ouvrant le feu sur la rive droite moldave. L'armée moldave reçoit alors l'ordre de « rétablir la légalité républicaine » dans Bender-Tighina et des échanges de tirs opposent les deux camps, causant des pertes civiles. Des chars russes de la 14e armée sont détruits dans le centre-ville de Bender-Tighina : ces nouvelles parviennent à Moscou où le vice-président russe Routskoï, dans un discours télévisé, appelle les forces russes de Moldavie à « défendre Bender ». Avec l'appui des chars russes, les volontaires de la Garde républicaine de Transnistrie et les cosaques du Don se mobilisent et transforment la ville en camp retranché, creusant des tranchées , posant des blocs antichars tout autour et des artilleurs positionnés sur la rive gauche du Dniestr.

## Cessez-le-feu et mission de maintien de la paix
L'échec des forces moldaves donne à la Russie le contrôle des industries de Bender/Tighina et de Tiraspol, de la voie ferrée reliant Chișinău aux ports ukrainiens, de l'arsenal de Cobasna et de la centrale hydroélectrique (en) de Dubăsari, plaçant la Moldavie en situation de dépendance vis-à-vis de Moscou. Un accord de cessez-le-feu est donc signé le 21 juillet par les présidents de Russie (Boris Eltsine) et de Moldavie (Mircea Snegur). Il prévoit la constitution d'une « force de maintien de la paix » chargée de veiller au respect du cessez-le-feu, composée de cinq bataillons russes, trois bataillons moldaves et de deux bataillons transnistriens sous les ordres d'une structure de commandement militaire conjoint, la « Commission mixte de contrôle » (CMC). La mission PFK de maintien de la paix de la CEI déploie ses hommes le 29 juillet 1992 le long du Dniestr et autour de Bendery. Elle comprend 402 soldats russes et 492 soldats transnistriens, tandis que les Moldaves sont 355, et il y a aussi 10 observateurs militaires ukrainiens.
En juillet 1992, la Moldavie signe un accord proposé par la Russie qui accorde une autonomie à la Transnistrie au sein de la Moldavie et la possibilité d'une autodétermination au cas où la Moldavie s'unirait à la Roumanie. La république moldave du Dniestr (RMD) n'est pas reconnue par la communauté internationale ; de jure c'est la région autonome russophone de la Moldavie, nommée « Unité territoriale autonome du Dniestr » (UTAD). Les territoires de facto de la RMD et de jure de l'UTAD ne concordent pas totalement, car la RMD administre des territoires qui ne font pas partie de l'UTAD, comme la ville de Bender/Tighina sur la rive droite du fleuve, et ne contrôle pas tout le territoire de l'UTAD, dont les communes de Cocieri, Molovata Nouă, Corjova, Coșnița, Pârâta et Doroțcaia qui ont préféré se placer sous l'autorité du parlement et du gouvernement de Chișinău.
À l’automne 1992, un accord est signé entre le président de la république de Moldavie Mircea Snegur et le président de la fédération de Russie, Boris Eltsine : la Russie resterait neutre (et cesserait d’appuyer la RMD) si :
- la république moldave du Dniestr bénéficiait d’un statut politique particulier d'autonomie étendue dans le cadre de la république de Moldavie ;
- la Moldavie s’engageait à ne plus revendiquer l'identité roumaine de sa majorité autochtone, à ne pas demander son rattachement à la Roumanie ou, dans ce cas, à accorder le droit à l’autodétermination à la RMD.

Mais l'accord n'est pas appliqué, pas même de 2001 à 2009 et depuis 2016 lorsque le gouvernement de la Moldavie redevient officiellement pro-russe sous la présidence des russophones Voronine et Dodon. De fait, la Transnistrie refuse toujours le statut légal d'autonomie et continue à revendiquer un rattachement à la Russie (Igor Smirnov organise pour cela un référendum le 17 septembre 2006, qui donne 97,1 % de voix en faveur du rattachement à la Russie).

## Bilan et violations des droits de l'Homme

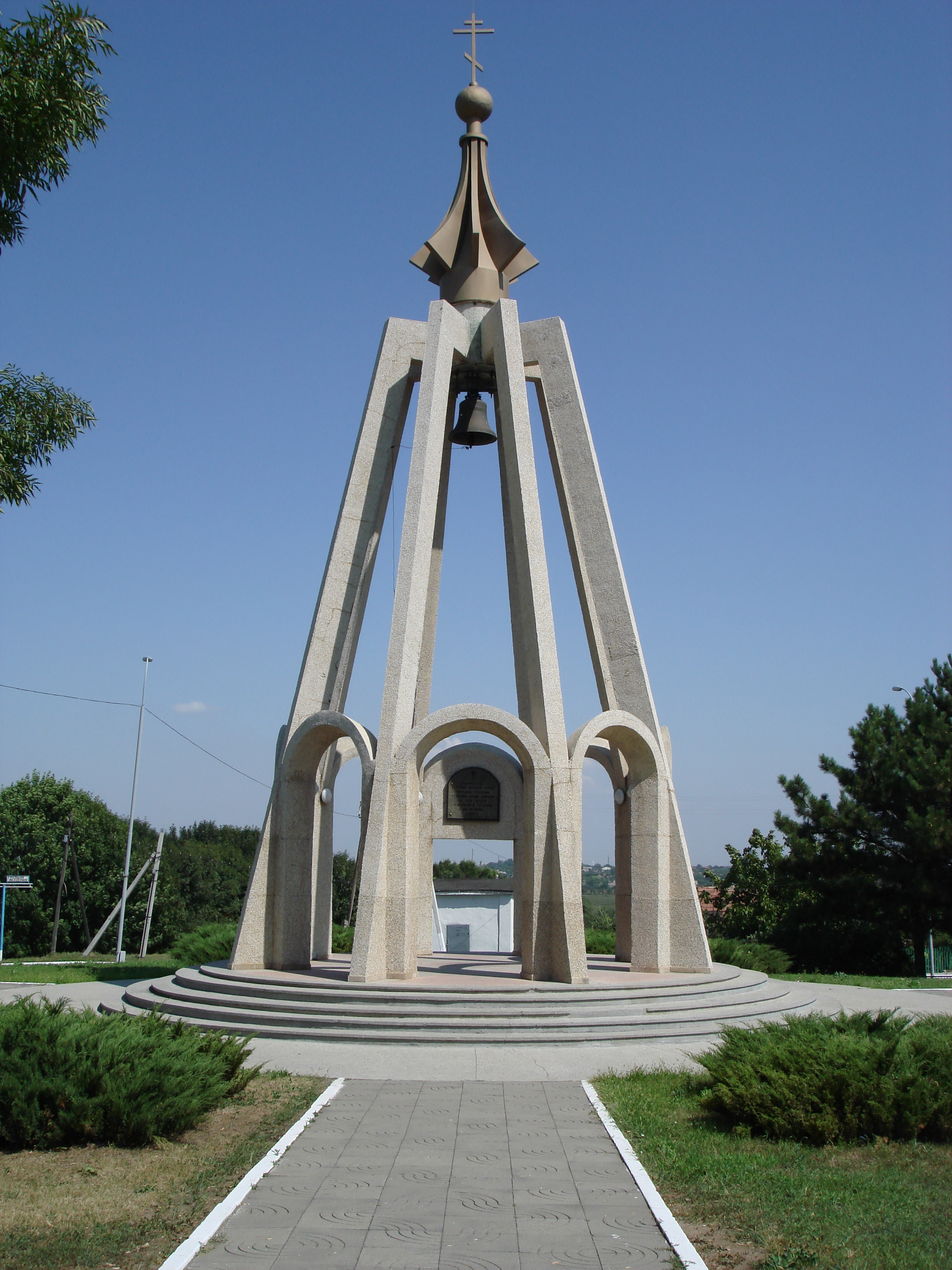
Mémorial russophone à Bender/Tighina.

Concernant les affrontements du 19-20 juin, les médias russes ont accusé les troupes moldaves de s'être livrées à des exécutions sommaires de civils et d'avoir pris pour cible des ambulances. Le 3 juillet 1992, le cessez-le-feu étant en négociation, la journaliste française d'origine moldave Olga Căpățînă filme un tir transnistrien d'artillerie qui anéantit un car de civils (surtout des femmes), trois autres véhicules, une vedette des garde-frontières moldaves et quelques maisons à proximité de la forêt de Hârbovăț/Gerbovetskii : les artilleurs de la 14e armée russe, voyant du mouvement, pensaient tirer sur « d'importantes concentrations de forces moldaves » et les tirs font, selon Olga Căpățînă, 112 morts. Selon les témoignages qu'elle a recueillis, de nombreux civils ont péri, non pour avoir été sciemment mitraillés, mais parce que les combattants tiraient en aveugle sur les positions adverses. Olga Căpățînă affirme que le nombre des victimes de cette guerre s'élève à environ 3 500 morts et autant de blessés, et non 6 000 à 8 000 morts comme l'ont affirmé les médias tant moldaves que russes ; elle note qu'il y a eu dans chaque armée des russophones et des roumanophones mélangés, et qu'à son avis il ne s'agit pas d'un conflit « ethnique » entre Moldaves et Russophones comme cela a été présenté en Occident, mais d'un conflit géopolitique entre la Moldavie et la Russie pour le contrôle des industries et des voies de communication du Dniestr.